# Adalbert III de Habsbourg
Adalbert III de Habsbourg, dit aussi Albert le Riche, est né en 1138 à Habsburg (Argovie). Il est le fils de Werner II de Habsbourg, comte de Habsbourg, à qui il succède en 1167.
Comme son père, il est dans le camp des gibelins. Son fidèle soutien à la famille Hohenstaufen lui vaut de recevoir de Frédéric Barberousse en 1186 le Landgraviat de Haute-Alsace. Il participe aux côtés de ce dernier à la troisième croisade de 1188-1191.
De son mariage avec Ita de Pfullendorf, il a :
- Peut-être Gertrude, mariée à Friedrich, comte de Leiningen ;
- Rodolphe II l'Ancien (1168-1232).

Il meurt le 25 novembre 1199 à Habsburg. 

## Sources
- (en) Charles Cawley, « Swabia, nobility », sur Medieval Lands, Foundation for Medieval Genealogy, 2006-2016.
- The Encyclopaedia Britannica : a dictionary, 1894, p. 405.